# Estación de Bercedo-Montija
Bercedo-Montija es una estación ferroviaria situada en el municipio español de Merindad de Montija en la provincia de Burgos, comunidad autónoma de Castilla y León, comarca de Las Merindades. Forma parte de la red de ancho métrico de Adif, operada por Renfe Operadora a través de su división comercial Renfe Cercanías AM. Cuenta con servicios regionales de la línea R-4f.

## Situación ferroviaria
La estación se encuentra situada en el punto kilométrico 245,2 de la línea férrea de ancho métrico de La Robla y León a Bilbao (conocido como Ferrocarril de La Robla), entre los apeaderos de Quintana de los Prados y La Silla, a 743 metros de altitud. El kilometraje es el histórico, tomando la estación de La Robla como punto de partida. El tramo es de vía única y no está electrificado.

## Historia
La línea fue abierta al tráfico el 20 de octubre de 1892 con la puesta en marcha del tramo Valmaseda-Espinosa de los Monteros de la línea que pretendía unir La Robla con Bilbao. La ceremonia de inauguración de la línea fue llevada a cabo el 11 de agosto de 1894, no quedando La Robla y Bilbao definitivamente unidas hasta 1902. Forma parte de las estaciones originales de la línea.
Las obras y la explotación inicial de la concesión corrieron a cargo de la Sociedad del Ferrocarril Hullero de La Robla a Valmaseda, S.A. (que a partir de 1905 pasó a denominarse Ferrocarriles de La Robla, S.A.). En 1940, ante el incremento del tráfico, se amplió la playa de vías de la estación. En 1972, FEVE compró la compañía debido a la decadencia que padecía la línea, provocada por la falta de rentabilidad que sufrió la industria del carbón. Sin embargo, bajo el mandato de la empresa pública la explotación empeoró y el servicio de viajeros quedó suspendido entre Matallana y esta estación desde el 27 de diciembre de 1991.
Esta medida no fue bien aceptada por los vecinos de las zonas afectadas que pidieron su reapertura. A partir de 1993, la línea comenzó a prestar servicio por tramos y el 19 de mayo de 2003, merced a un acuerdo con la Junta de Castilla y León, se reanudó el tráfico de viajeros entre León y Bilbao.
El 1 de enero de 2013, se disolvió la empresa Feve en un intento del gobierno por unificar vía ancha y estrecha, encomendándose la titularidad de las instalaciones ferroviarias a Adif y la explotación de los servicios ferroviarios a Renfe Operadora, distinguiéndose la división comercial de Renfe Cercanías AM para los servicios de pasajeros y de Renfe Mercancías para los servicios de mercancías.

## La estación
Se encuentra situada al noreste de la de la población, fuera del casco urbano, habiendo surgido un nuevo barrio al abrigo de la estación y de la carretera N-629. El edificio de viajeros es una estructura rectangular de dos alturas y tejado a cuatro aguas, con tres vanos de arcos escarzanos por costado y planta, estando los arcos de la planta superior adintelados al renovar las ventanas. Cuenta con marquesina en toda la extensión del edificio.
El andén lateral, sobre el que se asienta el edificio de viajeros, se sitúa a la izquierda en kilometraje ascendente. Frente a él se sitúa la vía principal. Junto a ella discurren dos vías derivadas, una de ellas sin acceso a andenes y la otra con acceso a un cargadero junto al que se encuentra el almacén. Una cuarta vía finaliza en toperas conectada por el costado de León.
Sobre el andén del edificio de viajeros y a cierta distancia de él, se ubican unos servicios públicos y un depósito de agua elevado por el costado de León. Por el costado de Bilbao se ha recrecido el andén para dar acogida a los nuevos trenes regionales que prestan servicio en la línea. Desde la población ha de accederse a la estación por un paso subterráneo y en vehículo hay que cruzar las vías por un puente elevado de la N-629 sobre las vías, ya que el paso a nivel sobre la vieja carretera de Santander fue suprimido. 

## Servicios ferroviarios

### Regionales
Los trenes regionales que realizan el recorrido León - Bilbao (línea R-4f) tienen parada en la estación. Su frecuencia es de 1 tren diario por sentido. En las estaciones en cursiva, la parada es discrecional, es decir, el tren se detiene si hay viajeros a bordo que quieran bajar o viajeros en la parada que manifiesten de forma inequívoca que quieren subir. Este sistema permite agilizar los tiempos de trayecto reduciendo paradas innecesarias.
Las conexiones ferroviarias entre Bercedo-Montija y el resto de estaciones de la línea, para los trayectos regionales, se efectúan exclusivamente con composiciones de la serie 2700
| Línea | Origen/Destino   | Paradas intermedias | Destino/Origen |
| ----- | ---------------- | --- | -------------- |
|       | Bilbao Concordia | Amézola · Basurto Hospital · Zorroza-Zorrozgoiti · Iráuregui · Zaramillo · Sodupe · Aranguren · Aranguren-Apeadero · Zalla · Valmaseda · Arla-Berrón · Ungo-Nava · Mercadillo-Villasana · Cadagua · Bercedo-Montija · Quintana · Espinosa de los Monteros · Redondo · Sotoscueva · Pedrosa · Dosante Cidad · Robredo Ahedo · Soncillo · Cabañas de Virtus · Arija · Llano · Las Rozas de Valdearroyo · Montes Claros · Los Carabeos · Mataporquera · Cillamayor · Salinas de Pisuerga · Vado-Cervera · Castrejón de la Peña · Villaverde-Tarilonte · Santibáñez de la Peña · Guardo-Apeadero · Guardo · La Espina · Valcuende · Puente Almuhey · Cerezal de la Guzpeña · Prado de la Guzpeña · La Llama de la Guzpeña · Valle de las Casas · Sorriba · Cistierna · La Ercina · Boñar · La Vecilla · Matallana · San Feliz · Asunción/Universidad · Ventas/San Mamés | León-Matallana |